# أتيل
اِتيل بكسر الألف أو اِديل أو أتيل هي عاصمة امبراطورية الخزر من أواسط القرن الثامن حتى أواخر نهاية القرن العاشر. ويرى الرحالة وعالم الجغرافيا المعاصر ابن حوقل ومعه كذلك الإصطخري أن اسم الخزر لم يكن اسم قوم ولا شعب بل هو اسم أُعطي للدولة (إمبراطورية الخزر) التي كانت عاصمتها اتيل. وهي تقع في دلتا نهر الفولغا وشمال غرب البحر الأسود.ولهذا السبب كانت توجد في موقع اقتصادي هام.

## تاريخها
كان القسم الشرقي من هذه المدينة يعرف باسم (المدينة الصفراء). بينما يُشار إلى القسم الغربي الذي يوجد فيه الملك والجيش بمدينة الهان. وقد تم احاطة قسمي تلك المدينة بالأسوار. وقد وُجِد فيها نظامي قضائي مستقل باعتبارها مركز تجاري للدول المتنامية.
وقد ظلت تلك المدينة تحت حكم الخزر لمدة 250 عام حتى تم احتلال قلعتها صاركل (الحصن الأبيض) من قبل خقانات روس بقيادة سفياتوسلاف الأول، وقام الروس بحرق المدينة ومحوها. وحل محلها بعد ذلك في يومنا هذا أستراخان التابعة لأوبلاست أستراخان.

## معرض صور

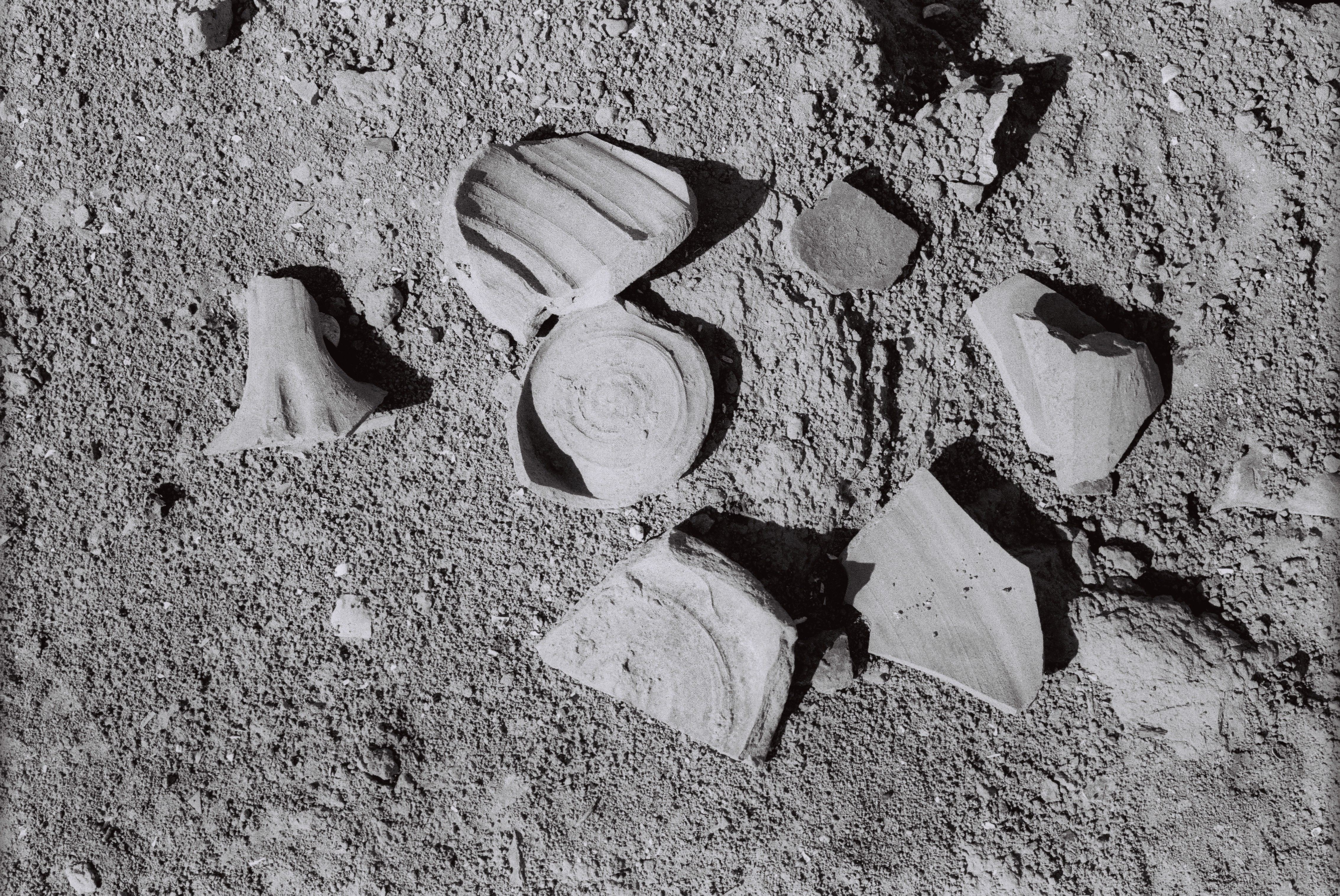
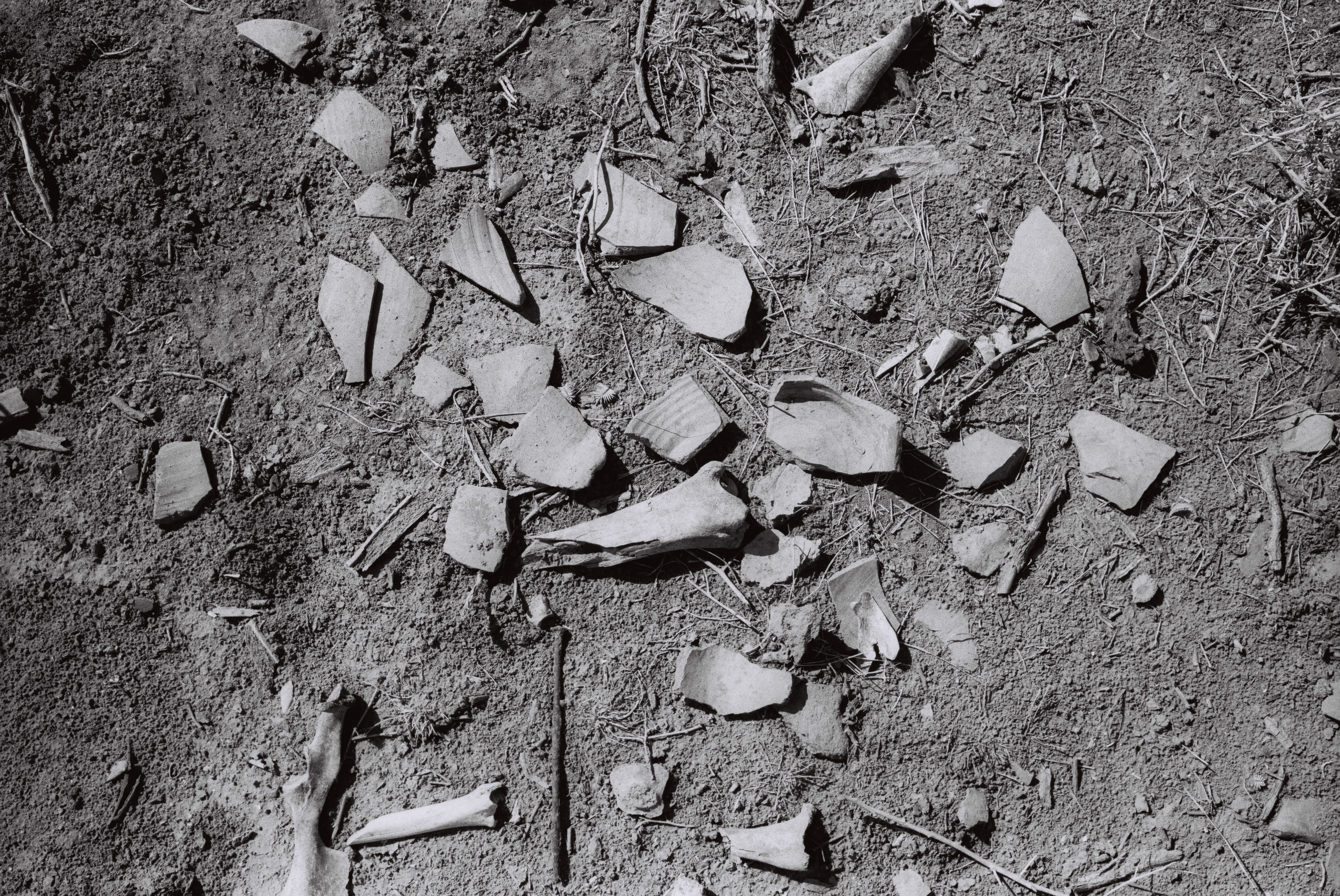
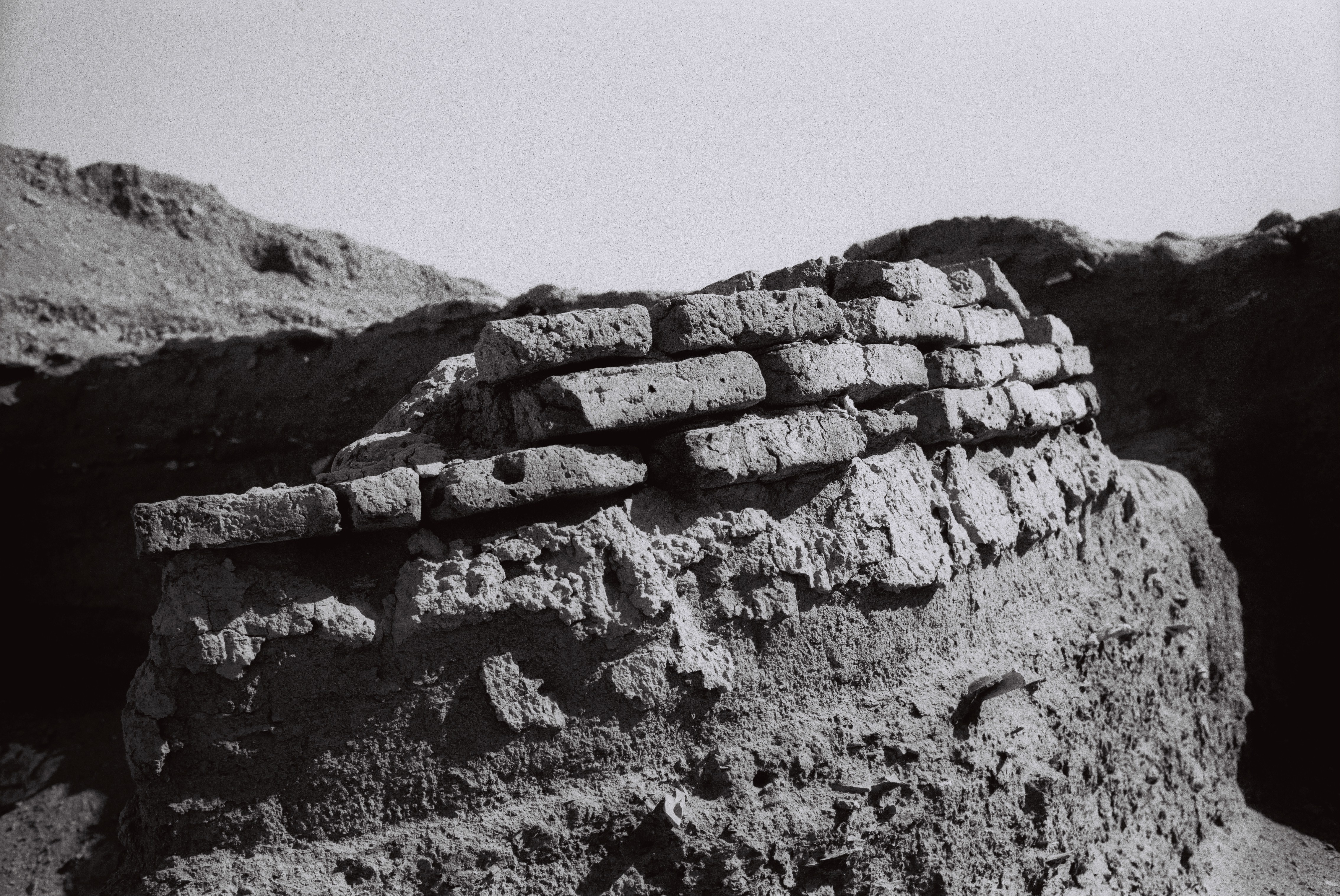
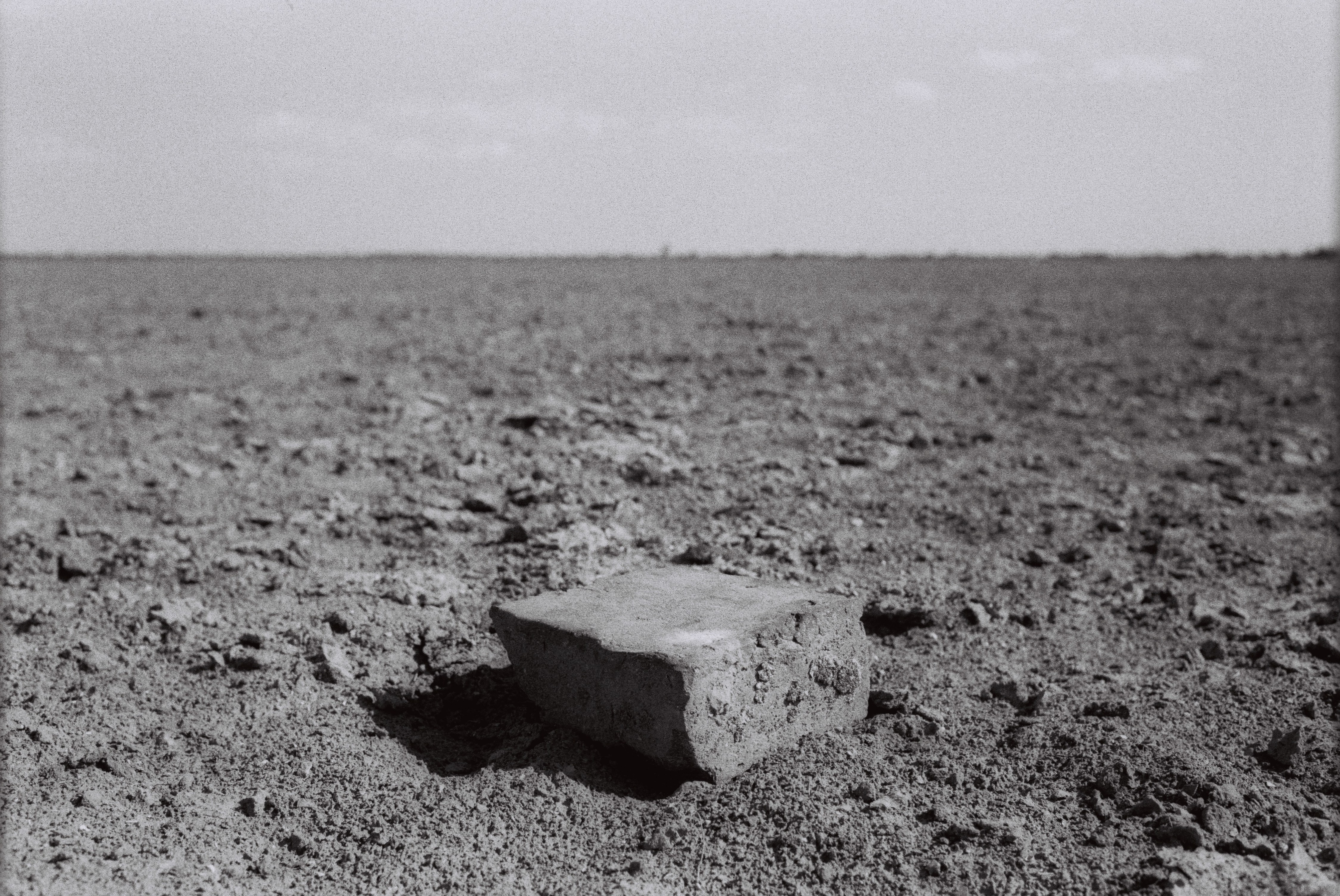

## روابط خارجية
علماء روس يكتشفون عاصمة اليهود المفقودة  باللغة الإنجليزية